# حيوان
الحَيَوانات (الاسم العلمي: Animalia)، كائنات حية متعددة الخلايا، حقيقية النواة، من مملكة الحيوانات (Animalia). تَستهلك المواد العضوية، وتتنفس الأكسجين، لها خلايا عضلية، تتحرك، وتتكاثر جنسيًا، وتنمو من كرة مجوفة من الخلايا تسمَّى الأُرَيْمة  في التطور الجنيني إلا أنواعًا قليلة. نشأت من سلف مشترك واحد؛ لأنها كلَّها من مجموعة تصنيفية واحدة. وُصف أكثر من 1.5 مليون نوع حي من الحيوانات، منها نحو 1.05 مليون من الحشرات، وأكثر من 85,000 من الرِخْويات، ونحو 65,000 من الفَقَاريات. وقُدّر أن الحيوانات على الأرض 7.77 مليون نوع. تُراوِح أطوال أجسام الحيوانات بين 8.5 مِكرومتر و 33.6 متر. وتتميز الحيوانات بنُظُم بيئية معقدة وتفاعلات بعضِها مع بعض، ومع بيئاتها، مشكلة شبكات غذائية متشابكة. يُعرف علم دراسة الحيوانات باسم علم الحيوان، وعلم دراسة سلوك الحيوان باسم علم سلوك الحيوان.
ومملكة الحيوانات خمس مجموعات كبرى أو شعب فوقية: الإسفنجيات، والمُشطيات، والصفيحيات، واللاسعات، وثنائيات التناظر. جُلُّها ثنائيات التناظر، وهي مجموعة تصنيفية تتميز بتماثل جانبي للجسم، وتركيز واضح للأعضاء الحسية في الرأس.
وجُلُّ ثنائيات التناظر من مجموعتين كبيرتين: أوليات الفم: كالمَفصِليات، والرِخْويات، والديدان المفلطحة، والحَلَقيات، والديدان الخيطية؛ وثانويات الفم: كشوكيات الجلد، ونصف الحَبْليات، والحبليات وفيها الفَقَاريات. وأما الشعبة القاعدية الأصغر حجماً مجوفات الشكل الغريبة، فموقعها غير مؤكد في ثنائيات التناظر.
وأول ظهور للحيوانات كان في السجل الأحفوري، في أواخر العصر البارد، ثم تنوعت جدًا في العصر الإدياكاري في الانفجار الأفالوني. وفي أقدم أشكال حياة الحيوان أدلة اختلفوا فيها، فاعتُقد أن الكائن الإسفنجي "أوتافيا" ظهر في العصر التوني في أول حِقبة الطلائع الحديثة، ولكن تصنيفه حيوانًا لا يزال محل خلاف. أصبحت معظم الشعب الحيوانية الحديثة واضحة المعالم في السجل الأحفوري البحري خلال انفجار الكامبري الذي بدأ قبل حوالي 539 مليون سنة، في حين ظهرت معظم الطوائف الحيوانية الحديثة خلال إشعاع الأوردوفيشي قبل حوالي 485.4 مليون سنة. وقد تم تحديد 6,331 مجموعة جينية مشتركة بين جميع الحيوانات الحية، ويُعتقد أنها نشأت من سلف مشترك واحد عاش قبل حوالي 650 مليون سنة خلال العصر البارد.
تاريخياً، قسم أرسطو الحيوانات إلى ذات الدم وبدون دم. وضع كارل لينيوس أول تصنيف بيولوجي هرمي للحيوانات في عام 1758 من خلال كتابه "نظام الطبيعة"، والذي وسعه جان باتيست لامارك إلى 14 شعبة بحلول عام 1809. في عام 1874، قسم إرنست هيكل المملكة الحيوانية إلى الحيوانات متعددة الخلايا (Metazoa، وهي الآن مرادفة لـ Animalia) والأوليات، وهي كائنات وحيدة الخلية لم تعد تعتبر حيوانات. يعتمد التصنيف البيولوجي للحيوانات في العصر الحديث على تقنيات متقدمة، مثل علم الوراثة الجزيئية، والتي تعد فعالة في إظهار العلاقات التطورية بين الوحدات التصنيفية.
يستخدم البشر العديد من أنواع الحيوانات الأخرى للغذاء (بما في ذلك اللحوم والبيض ومنتجات الألبان)، وللمواد (مثل الجلود والفراء والصوف)، وكحيوانات أليفة وكحيوانات عاملة للنقل والخدمات. استخدمت الكلاب (وهو أول حيوان تم تدجينه) في الصيد والأمن والحروب، وكذلك الخيول والحمام والطيور الجارحة؛ بينما يتم صيد الحيوانات البرية والمائية الأخرى للرياضة أو الحصول على الجوائز أو الأرباح. تعتبر الحيوانات غير البشرية أيضاً عنصراً ثقافياً مهماً في التطور البشري، حيث ظهرت في الفنون الكهفية والطوطم منذ أقدم العصور، وغالباً ما تظهر في الأساطير والدين والفنون والأدب وعلم الشعارات والسياسة والرياضة.

## مجموعات الحيوانات

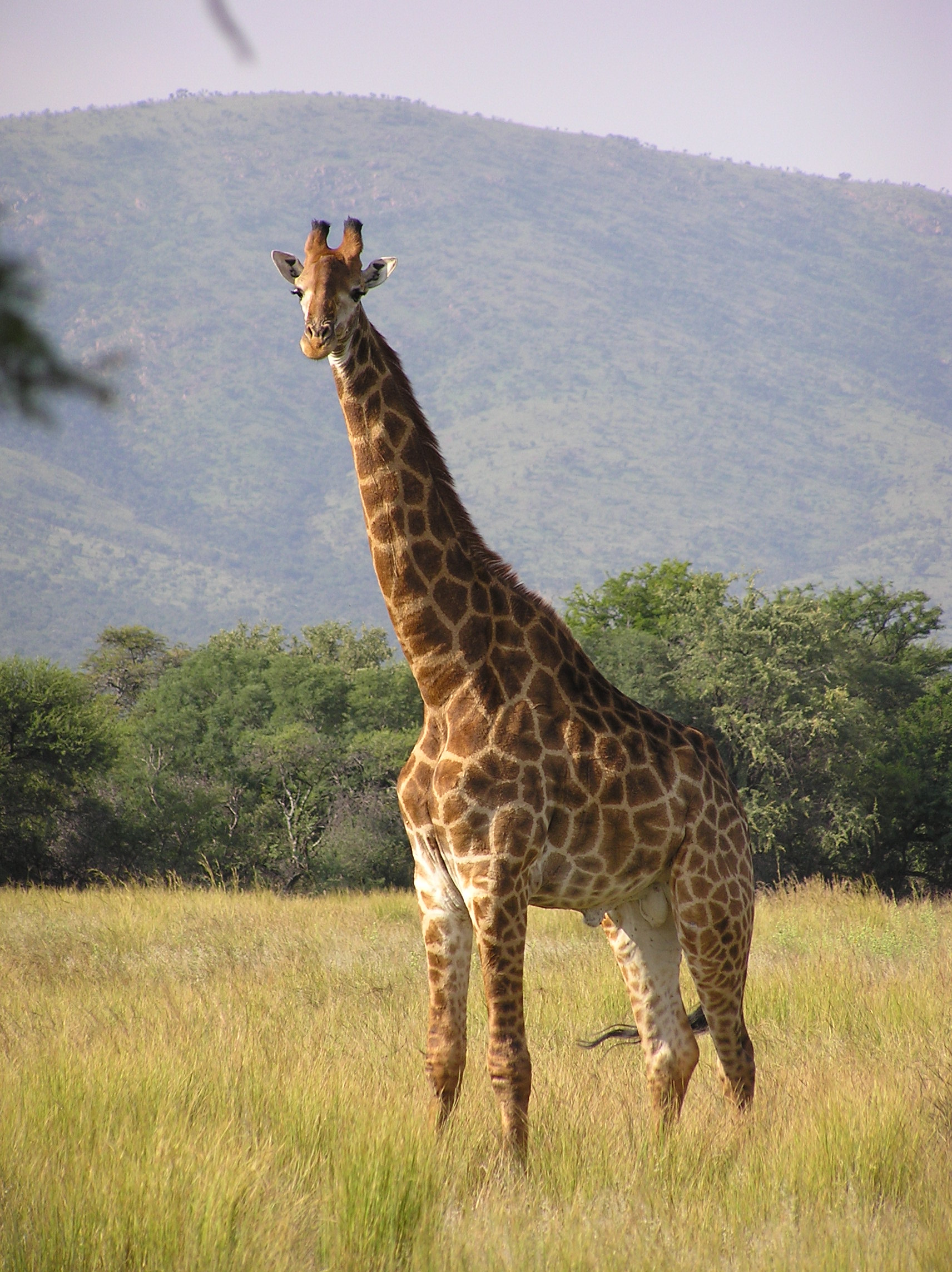
زرافة.

توجد ثلاث مجموعات رئيسية في مملكة الحيوانات:
1. الحيوانات العاشبة: آكلة الأعشاب، والتي تعتمد على النبات لتغذيتها.
2. الحيوانات آكلة اللحوم أو اللاحمة وهي التي تفترس غيرها من الحيوانات.
3. الحيوانات متعددة المآكل، التي تأكل اللحوم والنباتات. طبعاً توجد مجموعات أصغر ضمن هذه المجموعات.

### العاشبة
من بين الحيوانات العاشبة توجد أنواع ترعى الأعشاب التي تنبت على سطح الأرض، كما توجد بعض أنواع اللافقاريات كالرخويات و (البزاق) التي تعيش على الطحالب وغير ذلك من الموارد النباتية، فأنواع الماشية المعروفة: «كالغنم، والبقر، والخيول» هي من الحيوانات الراعية، وكذلك الحيوانات البرية مثل الغزلان، والجواميس، وحمار الزرد الوحشي، وثمة أنواع أخرى تقتات بأوراق الأشجار والأغصان الطرية والثمار، ومن جملتها: الزرافة، والفيل، والماعز، ودب  الباندا .
وتختلف أنواع الأسنان لدى كل نوع؛ فالأعشاب قاسية وغالباً ما تكون مغبرة أو عليها رمل، لذلك يحتاج الحيوان إلى مضغها جيداً، وهكذا فإن أسنان الحيوانات الراعية للأعشاب طويلة تتحمل طول الاستعمال، بينما آكلة أوراق الشجر والثمار أسنانها أقصر.

### اللاحمة
آكلات اللحوم تفترس معظم أنواع الحيوانات الأخرى، وتضم هذه المجموعة أنواعا متعددة من الحيوانات تتراوح بين مخلوقات ميكروسكوبية صغيرة وبين مخلوقات ماهرة بالصيد مثل: الذئب، والنمر، والأسد.

#### الحيوانات الصيادة

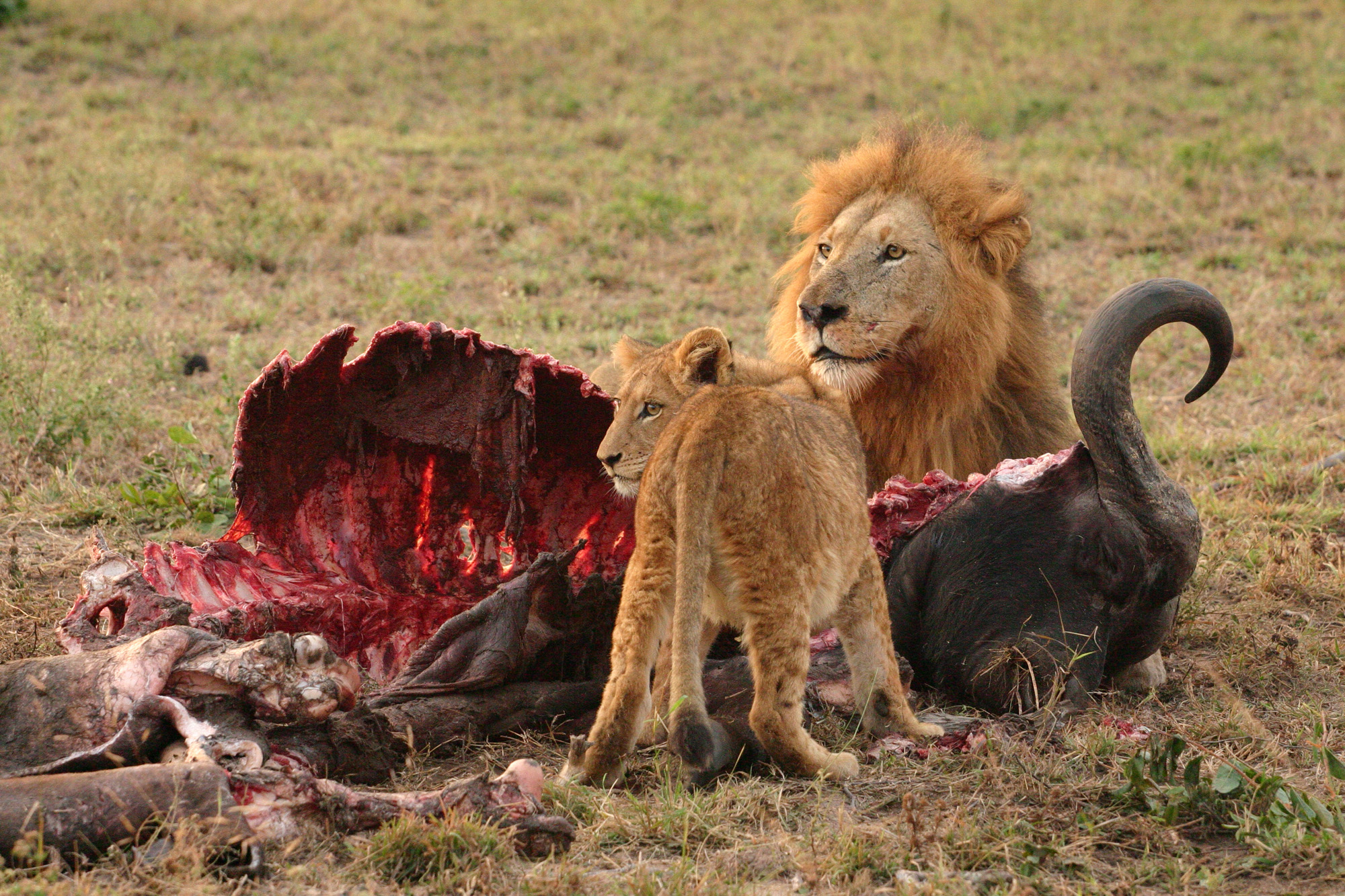
أسد ذكر (Panthera leo) وشبله يقتاتان على جيفة جاموس إفريقي في شمالي منطقة سابي ساند، جنوب أفريقيا.

كثير من الحيوانات اللاحمة تتقن فن الاصطياد وتستعمل لذلك أساليب مختلفة للفوز بفريستها وهذه الأساليب تتغير بتغير طريقة الفريسة بالدفاع عن نفسها، وكثير من اللواحم الصيادة تعتمد على التخمين في بحثها عن الطعام؛ فهي تتوقع أن تجد ما تفترسه في مكان ما، وتعتمد على حواسها لإيجاد الفريسة.
وبعض الطيور المائية تفتش في الوحل، وفي المياه الضحلة، علَّها تحظى ببعض الديدان أو الحيوانات الأخرى الصغيرة، والراكون يمد يديه تحت الماء بحثا عن أنواع من الأسماك، وثمة حيوانات أخرى تتبع آثار فريستها بهدوء وحذر إلى أن تصبح على مسافة تستطيع بها الانقضاض عليها؛ فالقطط الضخمة، وكالأسد، والفهد تدب زاحفة بهدوء وبطء، خافية جسمها بين الأعشاب حتى تصبح قرب الفريسة، والصقر يتوقف عن الحركة في الجو حتى تتحول عيون فريسته عنه فينقض عليها.
والكمين هو الأسلوب الشائع لدى الحيوانات الصيادة؛ فهي تختبئ بلا حركة لحين اقتراب فريستها منها، وكثير من الحيوانات التي تتبع هذا الأسلوب تحسن التمويه لكي لا تظهر؛ فبعض العناكب يصبح لونها مثل لون الأغصان التي تختبئ فيها بإنتظار الحشرة الغافلة.

### القارتة
بعض الأنواع تأكل ما يتيسر لها من غذاء، من اللحوم أو الأعشاب أو النبات؛ فاللافقاريات مثل سمك النجمة تقتات على بقايا مواد عضوية مختلفة التركيب.

## التوازن في الطبيعة
هناك عوامل متعددة تكون التوازن في الطبيعة، فكل أشكال الحياة تعتمد على الماء والهواء وهي ليست مواد حية، كما تعتمد على الأمور الحية الأخرى الموجودة في البيئة.

## سلسلة الغذاء
النباتات كالحشائش مثلاً هي غذاء الحيوانات العاشبة مثل حمار الزرد، الذي هو بدوره غذاء لللواحم مثل الأسد وهذه الصلة بين الحيوانات اسمها السلسلة الغذائية.

## الاشتراك الغذائي
هو طريقة انتقال الطاقة في السلسلة الغذائية من أسفل الهرم لأعلى الهرم؛ فهناك أنواع عديدة تشترك بسلسلة غذاء أو أكثر؛ فالحشيش هو غذاء أنواع مختلفة من العواشب الراعية، وكل نوع من هذه العواشب فريسة لنوع واحد أو أكثر من اللواحم، وهذه الصلات المعقدة من سلاسل الغذاء اسمها الاشتراك الغذائي؛ فهنا الحشيش أسفل الهرم ثم الجاموس ثم الأسد أعلى السلسلة الغذائية الذي بدوره يتحلل ليصل مرة أخرى للنبات وهكذا دواليك حتى تنقطع السلسلة بانقراض أحد الأنواع في الهرم وهنا إن كان الانقراض طبيعيا تجد الطبيعة الطريق لوضع نوع بدلا منه وإن كان بسبب الإنسان (صيد جائر مثلا) قد تنهار السلسلة الغذائية بالكامل ودائما الإنسان هو من يفسد الطبيعة.

## عيش الحيوانات
تعيش الحيوانات عادة معا بشكل عائلات منفصلة، أو كمجموعات، مثل قطعان الغزلان أو أسراب السنونو أو أفواج السمك، وأحيانا يكون هناك شراكة بين حيوانين مختلفين، وأسباب قيام هذه الشراكة كثيرة، إلا أنها تكون دوما لفائدة الإثنين؛ فمثلا شقار البحر يلتصق أيحانات بالسلطعون الناسك، فيكون في ذلك حماية للسلطعون ويقتات شقار البحر بفضلات طعام السلطعون (سرطان البحر)، وفي المناطق الاستوائية تجثم أنواع عديدة من الطيور على ظهر حيوانات ضخمة مثل الجواميس والزرافات والغزلان، فتأكل الطيور وتساعد على تنظيف الحيوان، وثمة طيور أخرى تجد طعامها داخل فم التمساح المفتوح، فتدخل وتقتات ما تجد بين الأسنان من ديدان وبقايا طعام، ولقاء ذلك تتولى هذه الطيور إنذار التمساح إذا اقترب خطر ما.

## الشراكة التكافلية
في بعض الأحيان تكون الشراكة وثيقة جدا بحيث لا يمكن لأحد الشريكين البقاء بدون الآخر، وهذا ما ندعوه (التكافل)؛ فالأشنة أو الأشنات مكونة من نبتتين متلاحمتين: الطحلب والطفيلية؛ فالطحلب الأخضر يصنع الغذاء، والطفيلية تتوالد، ولذلك كثيرا ما نجد الأشنة تعيش على الصخور الجرداء وحجارة المدافن، والحيوانات المجترة كالبقر تعيش حيوانات صغيرة جدا داخل معدتها، ومهمة هذه الحيوانات حيوية للبقر؛ لأنها تسبب انحلال السليلوز، الذي يحدث في النبات، والبقرة لا تستطيع أن تفعل ذلك بنفسها، بل تعتمد في ذلك على هذه الحيوانات الصغيرة لتليين الأعشاب في جوفها عندما تبتلعها، وبعد مرور وقت تعود البقرة فتخرج هذا الطعام وتجتره، أي تمضغه جيدا وتبتلعه نهائيا، وبهذه الطريقة يمكن للحيوان ــ خصوصا المجتر ــ أن يحصل على الفوائد القصوى من الطعام، وهناك نوع آخر من الشراكة يحصل لدى الحيوان البحري البسيط، الهيدرا، ذي الشعاب الكثيرة مثل الشعر؛ فهذا الحيوان يتيح لأنواع دقيقة من الطحالب بأن تعيش داخل أنسجته، فيوفر لها المسكن، والطحالب هذه توفر له الأكسجين.

## الطفيليات
في الأنواع الأخرى من الشراكة تنحصر الفائدة في واحد من الشريكين دون الآخر، إذ يعيش الطفيلي على حساب شريكه الآخر، كثير من الديدان تعيش داخل أجسام الحيوانات وتتغذى من طعامها، والبراغيث تعيش من امتصاص دم حيوانات أخرى، وبعض أنواع الضفادع وحتى نباتات أخرى تعيش عالة على أنواع من الشجر، ويظل الوضع مقبولا طالما ان عدد الطفيليات التي تعيش على جسم ما لا يزيد عن معدل معين، أما إذا زاد العدد أو دخلت هذه الطفيليات على الجسم الغلط فقد ينتج عن ذلك مرض الجسم المضيف أو حتى الموت أحيانا؛ فالجراثيم التي ينقلها البعوض أو الجرذان أو البراغيث قد تكون قاتلة، إلا أن البعوض أو البراغيث لا تصاب بأذى.
وقد تقضي طفيلية ما عمرا بطوله داخل جسم مضيف، وهي عادة بدون قوائم، فتتعلق بكلاباتها أو فمها وتعيش عمرها تأكل وتبيض، وكثير من الحشرات الطفيلية تعيش بهذه الطريقة.

## أكثر من جسم (مضيف) واحد
قد يكون هناك أكثر من مضيف واحد لبعض الطفيليات؛ فالدودة الوحيدة ــ مثلا ــ داخل جسم الإنسان قد تضع بيوضا، وهذه تخرج من الجسم، وقد يحدث أن تختلط إحدى هذه البيوض بطعام أحد الحيوانات فيبتلعها، وتتحول إلى يرقانة تنمو ضمن لحم الحيوان، وبعد مدة قد يذبح الحيوان ويصبح طعاما لإنسان آخر يأكله ويصبح بدوره مضيفا لدودة متأتية من الحيوان، وهكذا دواليك، وتأخذ الدورة مجراها، ولكن اليوم فقليلون هم البشر الذين يعانون من الدودة الوحيدة، والسبب في ذلك هو وجود المراحيض الصحية والعناية بالنظافة التي تمارسها السلطات والتأكد من سلامة اللحوم التي تباع في الأسواق، ودود الكبد له مضيفان كذلك؛ فهو يستدف كبد الخروف حيث يضع بيوضه، فكلما خرجت بيضة من جسم الخروف تتحول إلى يرقانة سابحة تدخل جسم أي بزاقة، وهناك تمر في عدة أطوار من التحول قبل أن تترك البزاقة وتتسلق على ساق عشبة وتكون لنفسها غطاء سميكا، وتظل إلى أن يقيض لها خروف آخر يأكل العشبة فتعود وتدخل كبده، والطريقة المثالية لإبادة هذه الدودة هو بإبادة البزاقات، وكذلك بمنع الخراف من الرعي في المراعي المبللة.

### طير الوقواق

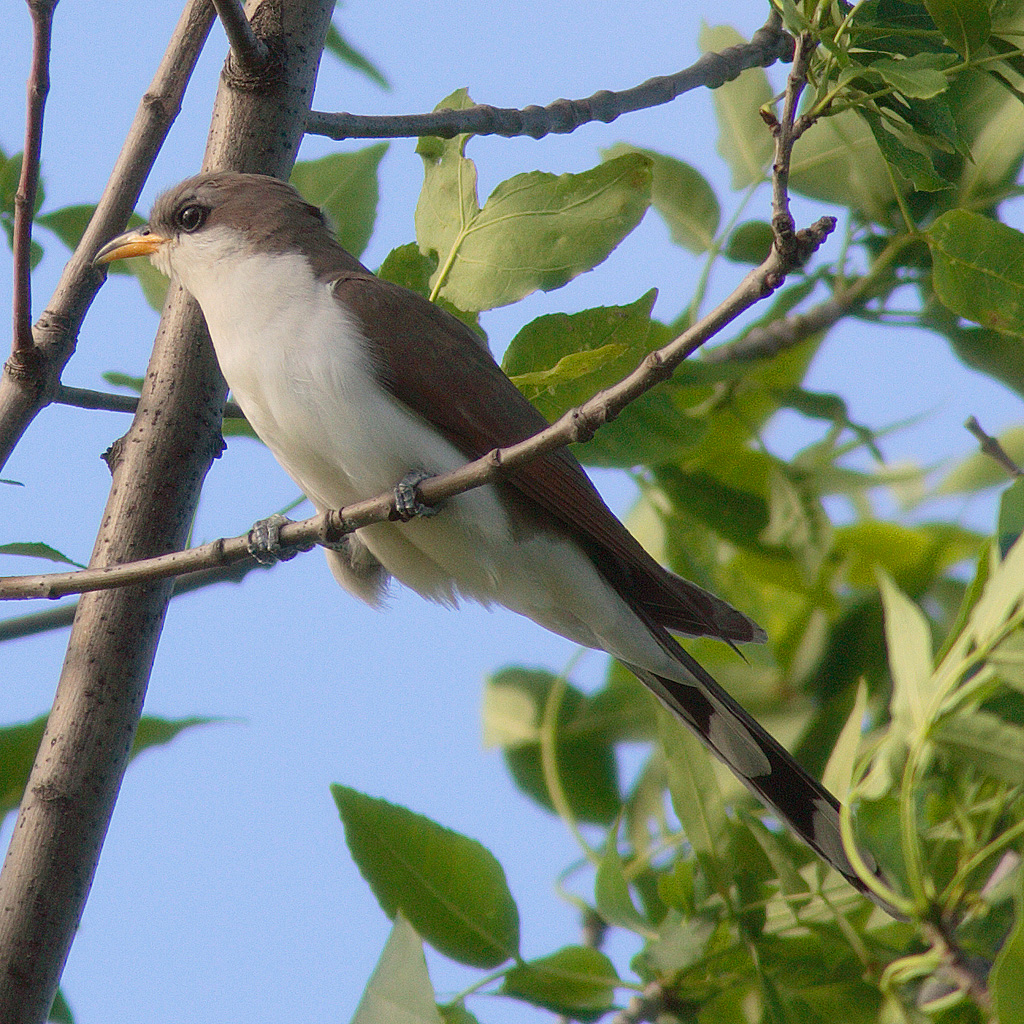
وقواق

بين الطيور هذا النوع يتصرف بطريقة طفيلية؛ فأنثى الوقواق تفتش عن عش فيه بيوض طير آخر، وعند غياب أصحابه تحط الأنثى في العش وتبيض بيضة واحدة تضعها مكان بيضة في العش، ومع الوقت يصبح العش كله ملكا لفرخ الوقواق، لأنه يكون قد تولى دحرجة باقي البيوض من العش، وحتى الصغار إذا كانت قد فقست، ومع أن فرخ الوقواق أكبر حجما من (والديه) بالتربية، إلا أنهما يوظبان على إطعامه كأنه خليفتهما الحقيقي.
وكل والد للوقواق يختار النوع ذاته من الأعشاش لبيضته، مثلا عش الدوري أو (أبو الحناء) أو (المغني) والأدهش من ذلك أن بيضة الوقواق تكون عادة مشابهة باللون والعلامات للبيوض الأخرى في العش.

## الحواس
تطورت حواس الحيوانات بحيث تتناسب مع طرقها المعيشية؛ فأحيانا تؤثر طريقة الحيوان في المعيشة على إحدى الحواس تأثيرا خاصا فتتطور هذه الحاسة على حساب الحواس الأخرى.

### البصر

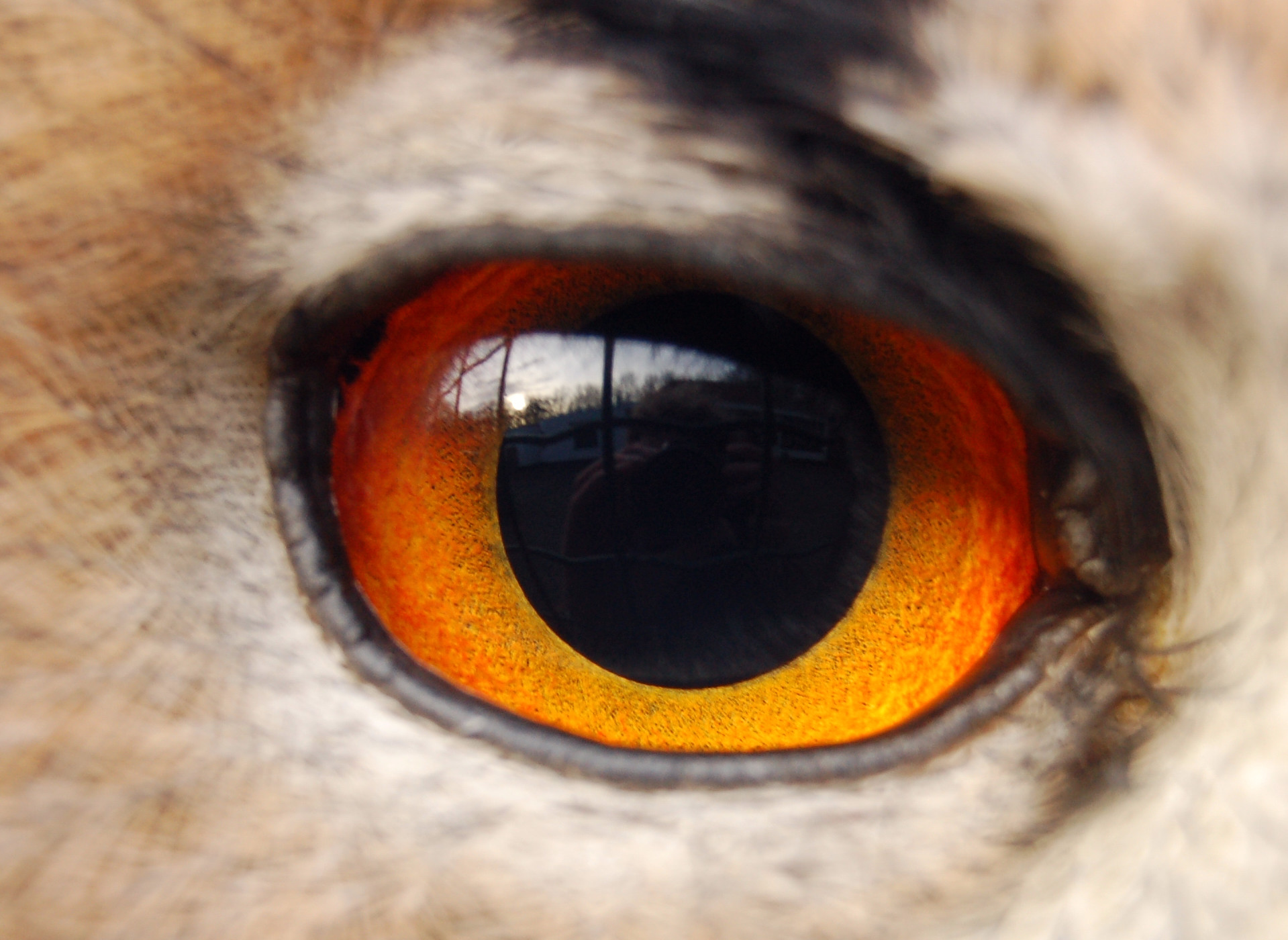

النظر هو إحدى أهم الحواس لدى الحيوانات، وهناك أنواع عديدة من العيون، ابتداء من الخلايا التي تتأثر بالنور لدى بعض اللافقاريات إلى عيون الفقاريات الدقيقة الاختصاص، فالعيون البسيطة جعلت فقط لتمييز درجة النور والتغيرات التي تطرأ عليها، بينما العيون المتطورة تستطيع تمييز الأشكال الثلاثية الأبعاد، وأحيانا الألوان، والنظر يساعد الحيوان على رؤية مصدر غذائه وكذلك تجنب أعدائه،
وهناك حيوانات لا ترى بالعين المجردة مثل الخفافيش التي تهتدي إلى طريقها عن طريق صدى الصوت الذي تطلقه لتعرف مدى المسافة التي تفصلها عن الأشياء حيث أنها تطلق أصوات وعندما يرجع الصوت يحدد الخفاش المسافة.

### السمع

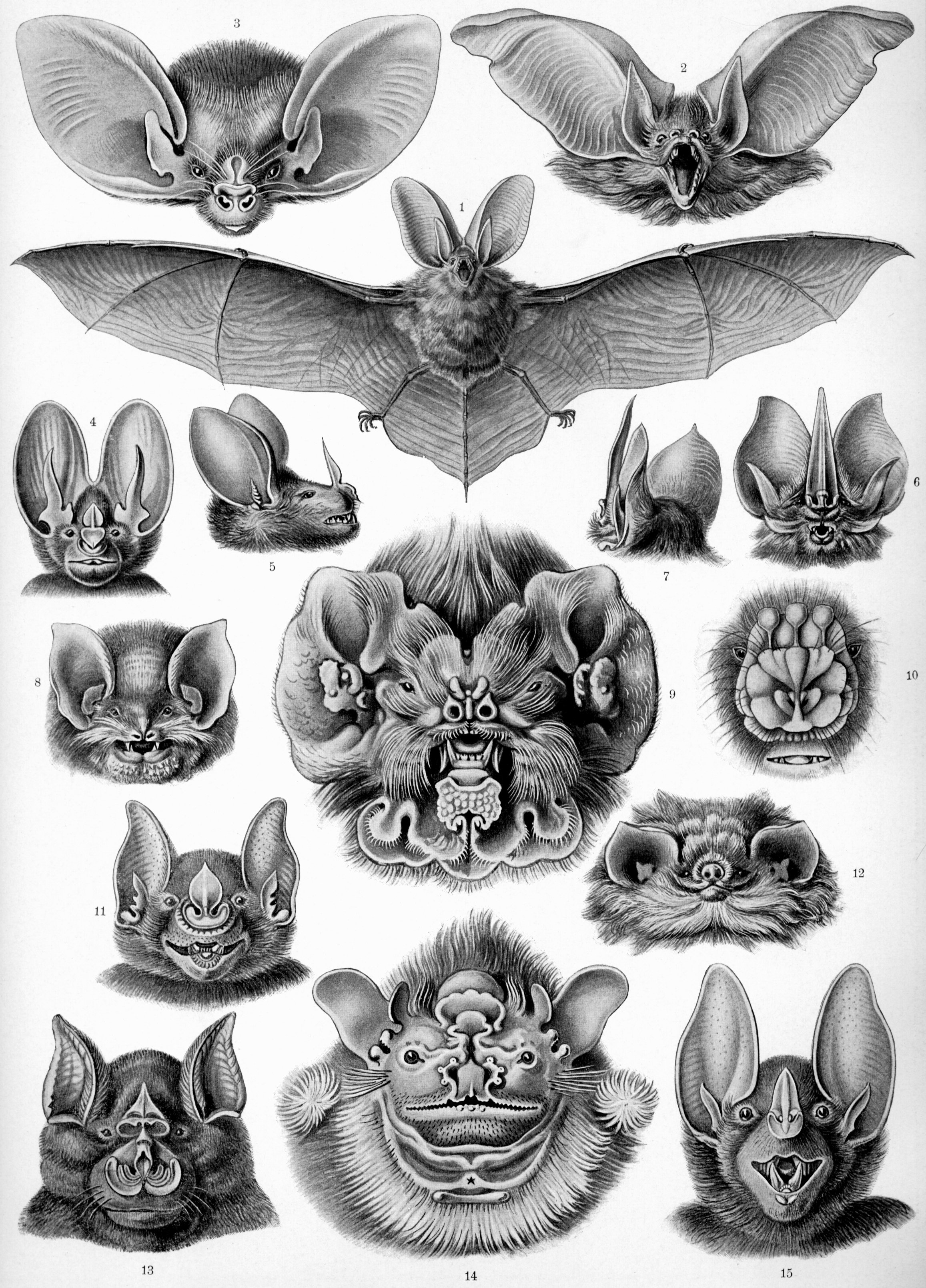

حاسة السمع لها نفس أهمية حاسة النظر بالنسبة لغالبية الحيوانات؛ فهي تساعدها ليس فقط على إدراك أن شيئا ما يقترب منها، بل كذلك على تقدير سرعته وربما أيضا حجمه.

### الأذنان
وأداة السمع هي الأذن، وهي عبارة عن طية جلدية على جانب الرأس، غالبية الحيوانات لها أذنان، واحدة على كل جهة، ويساعدها هذا على تمييز المكان الذي يصدر عنه الصوت، والطيات (الأذن الخارجية) توصل الأصوات التي تصل بشكل ذبذبات في الهواء والماء حيث تصدم طبلة الأذن ووراء الطبلة توجد فجوة الأذن الوسطى، حيث ترسل الذبذبات بواسطة صفوف من العظام الصغيرة إلى الأذن الداخلية، ومن غشاء الأذن الداخلية ترسل الذبذبات إلى الفجوة اللولبية إلى القسم المسمى (القوقعة) حيث تتولى خلايا الأعصاب توصيل الإشارات إلى الدماغ، وغالبا ما يكون العميان أكثر إحساسا بالفرق في الأصوات من الأشخاص ذوي النظر السليم، فالعميان كثيرا ما يستعملون الصدى لمعرفة بعدهم عن شيء ما.

### اللمس والتذوق والشم

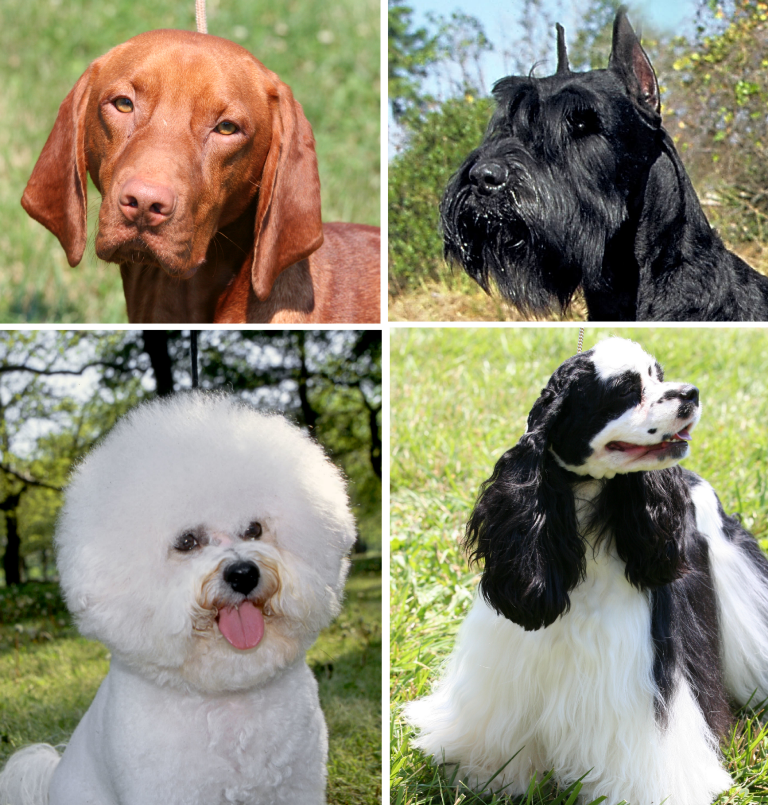
تتمتع الكلاب بحاسة شم قوية بسبب وجود قشرة شمية كبيرة.

جميع الحيوانات تقريبا تحس باللمس، وبعض المخلوقات البدائية، مثل الأمبيا، تكتفي بأن تبتعد، أما الحيوانات الأكثر تطورا فإن ردود فعلها تختلف باختلاف فهمها لهذا اللمس، وحاستا الذوق والشم تتقاربان تماما، ومجال التذوق بخلايا الذوق على اللسان محدود جدا، ولكن ما يساعده على ذلك هو الشم، والشم يمكن الحيوانات من التعرف على محيطها وأماكنها وكذلك التعرف على مجموعاتها.
تشمل مملكة الحيوان مئات الألوف من أنواع الكائنات، تراوح في الحجم بين الكائنات ذوات الخلية الواحدة الميكروسكوبية الحجم إلى الحوت الأزرق في الطرف الآخر، وتوجد الحيوانات في كل البيئات والأصقاع، من قعر المحيط السحيق إلى قمم الجبال العالية، ومن الصحاري المحرقة إلى مجاهل القطب المتجمدة، وعلى مر ملايين السنين طور كل نوع من الحيوانات طريقة معيشته لتناسب البيئة التي يعيش فيها، لذلك نجد هذه التشكيلة المنوعة المدهشة ضمن مملكة الحيوان، ومع أنه قد تبدو فروقات كبيرة في أشكال بعض الحيوانات إلا أنها تكون حائزة على خصائص متماثلة أحيانا مما يصنفها في عداد الحيوانات وليس النباتات.

### حركة الحيوانات
ربما كان أوضح فرق بين الحيوان والنبات هو أن باستطاعة الحيوانات التحرك والتنقل، بينما يبقى النبات مسمرا في مكانه، ولكن هناك أنواع يمكن أن تستثنى من هذا التعريف؛ فمثلا الحيوانات البحرية القشرية الصغيرة التي تعلق في قعر السفينة ولا تتحرك من مكانها، وأنواع أخرى من هلاميات البحر تعتمد على تيارات المياه لتنقلها من مكان إلى آخر.
كثير من الحيوانات تستطيع السباحة إلا أنها لا تسبح كلها بالطريقة نفسها؛ فالأسماك والحيتان تدفع نفسها إلى الأمام بقوة أذنابها، وبعض الأسماك والمخلوقات البحرية الصغيرة تتحرك عندما تلوّح بأنواع من (الجفون) أو الشعور المتدلية، وبعض الحيوانات تستطيع الطيران، وجميع أنواع الحشرات المعروفة تقريبا تستطيع الطيران، وكذلك أكثر الطيور، والخفافيش هي الثدييات الوحيدة التي لها أجنحة حقيقية وتستطيع الطيران، ولكن أهون الطرق التي يتحرك الحيوان فيها هي المشي، والفقاريات المتطورة (التي لها سلسلة فقرية) لديها عادة عضلات قوية في رجليها مناسبة تماما للمشي، أما القوازب فأرجلها أقل مهارة للتنقل على الأرض، فالضفادع لا تستطيع المشي لكنها بارعة في القفز بواسطة رجليها الخلفيتين الطويلتين، والبزاقات والزحافات لا أطراف لها، وإنما لها رجل واحدة لحمية تشد نفسها على الأرض بواسطتها، وكثير من الحيوانات تملك عدة مهارات في مجال التحرك؛ فمثلا باستطاعة البط أن يسبح ويطير ويمشي، على هواه.

### التغذية
تختلف طريقة الغذاء أيضا بين الحيوانات والنبات؛ فالنباتات الخضراء تصنع طعامها بنفسها، بينما الحيوانات مضطرة إلى أكل النباتات أو الحيوانات الأخرى لكي تقتات، والحيوانات آكلة اللحوم كالأسود، لها مخالب وأسنان حادة لتمزيق فريستها واقتطاع لحومها لغذائها، وكذلك الطيور الكواسر؛ فلها مناقير حادة تقوم مقام أنياب الحيوان، وغالبية الحيوانات تعتمد على الأعشاب والنباتات في غذائها، وأكل النباتات صعب الهضم ويجب أن يمضغ جيدا؛ فالحيوانات الضخمة كالفيلة، لها صفوف طويلة من الأسنان القوية تمضغ بها أكلها وتطحنه جيدا، وبعض الحيوانات تفرز طعامها بعد هضمه في المعدة، ولكن النباتات لا تفعل ذلك.

### الحواس
لجميع الكائنات الحية ردود فعل تجاه أي تغير في البيئة حولها، ولكن للحيوان إحساس أدق وأرهف بهذه التغيرات، والسبب هو أن الحيوان يتمتع بأدوات حواس مطورة إلى حد بعيد، وأكثر الحيوانات تستطيع أن ترى وتسمع وتشم وتحس وتتذوق، ويختلف تطور كل من هذه الحواس باختلاف الحيوانات؛ فمثلا للحشرات حاسة بصر دقيقة جدا، بينما لا تستطيع الخفافيش أن ترى جيدا وللتعويض عن ذلك تتمتع الخفافيش بحاسة سمع مرهفة إلى درجة هائلة، وبإمكانها تلمس طريقها في الهواء بالاستماع إلى صدى أصواتها الزاعقة.

## كيفية تصرف الحيوانات

### الدفاع والهجوم
كل حيوان له طريقة ما للدفاع عن نفسه، وكل نوع طور سلوكا خاصا وأساليب تساعده لحماية نفسه من أعدائه؛ فكثير من الحيوانات تستخدم التمويه في ألوان جلدها لكي تنسجم مع ما يحيط بها فلا تظهر، وغيرها له ألوان قوية متضاربة، مثل الخطوط السوداء على سمكة (الملاك) فهذا التناقض يموه شكل السمكة الحقيقي ويزيد من صعوبة رؤيتها وثمة أنواع أخرى من الحيوانات تستطيع محاكاة وتقليد محيطها أو جزء منه بحيث يصبح شكلها مشابها لقطعة جماد، وكذلك تمكنت بعض الأنواع من تطوير وسائل دفاعها، وهي تستعملها للدفاع كما تستعملها للهجوم على أعدائها، وتوجد أنواع متعددة تنتج السم لتحمي نفسها من أعدائها، وهذه الأنواع تكون عادة براقة الألوان بتصاميم تنذر بالخطر.

### أشكال الرقش والتلوين

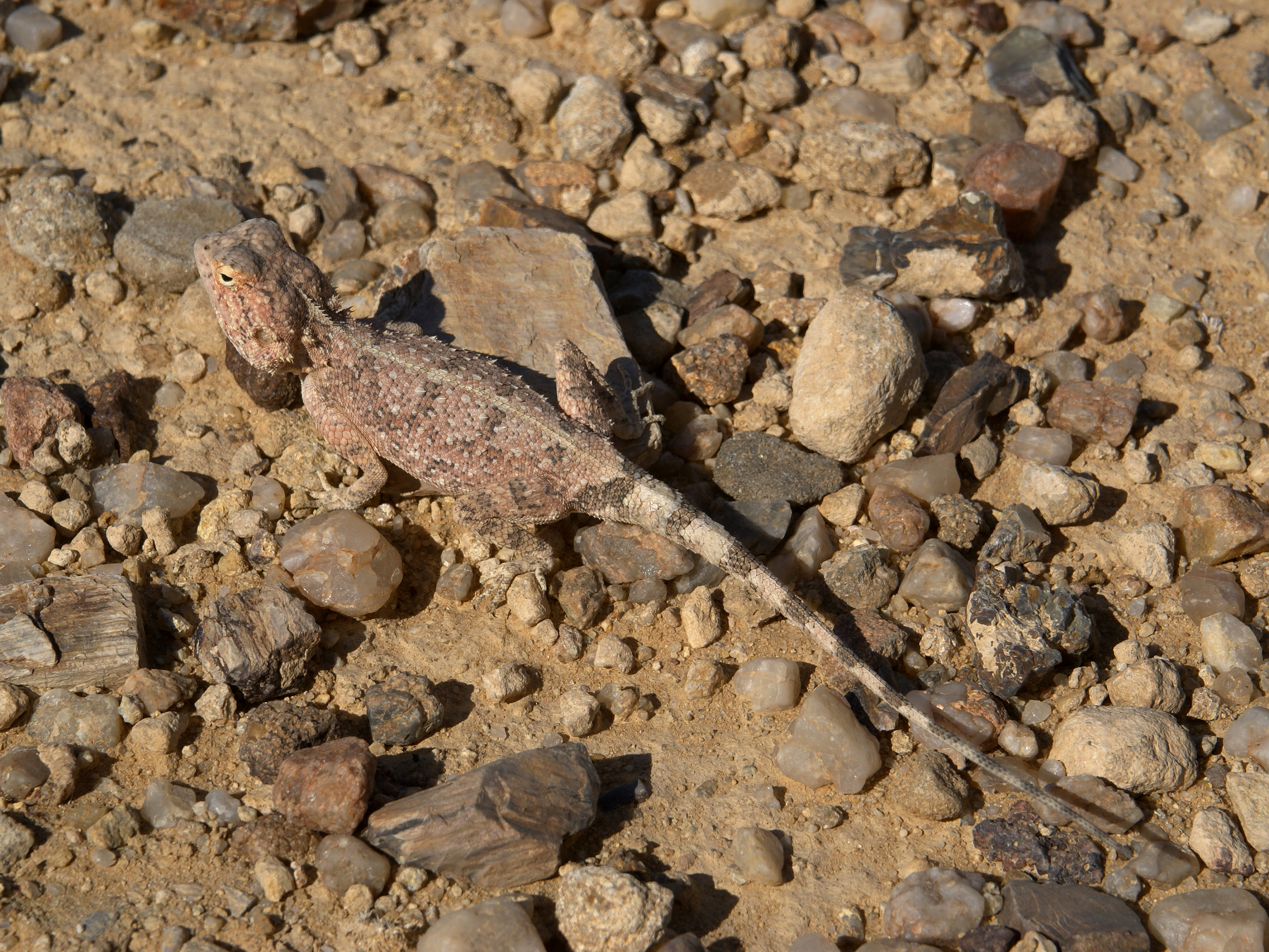
ذكر حرذون الأرض (Agama aculeata) في ناميبيا

يلعب رقش الحيوانات وألوانها دورا هاما في مساعدتها على حماية نفسها؛ فبعض الرقشات تختلط مع ما حولها من ألوان طبيعية، ونسميها (ألوان التخفي) فيعجز عدوها عن تمييزها فتسلم، ومثالا على ذلك بعض أنواع السمك، وألوان العظايات والطيور، من التي يشابه لون ريشها ألوان المناطق الرملية حيث تتكاثر.

### التغير السريع

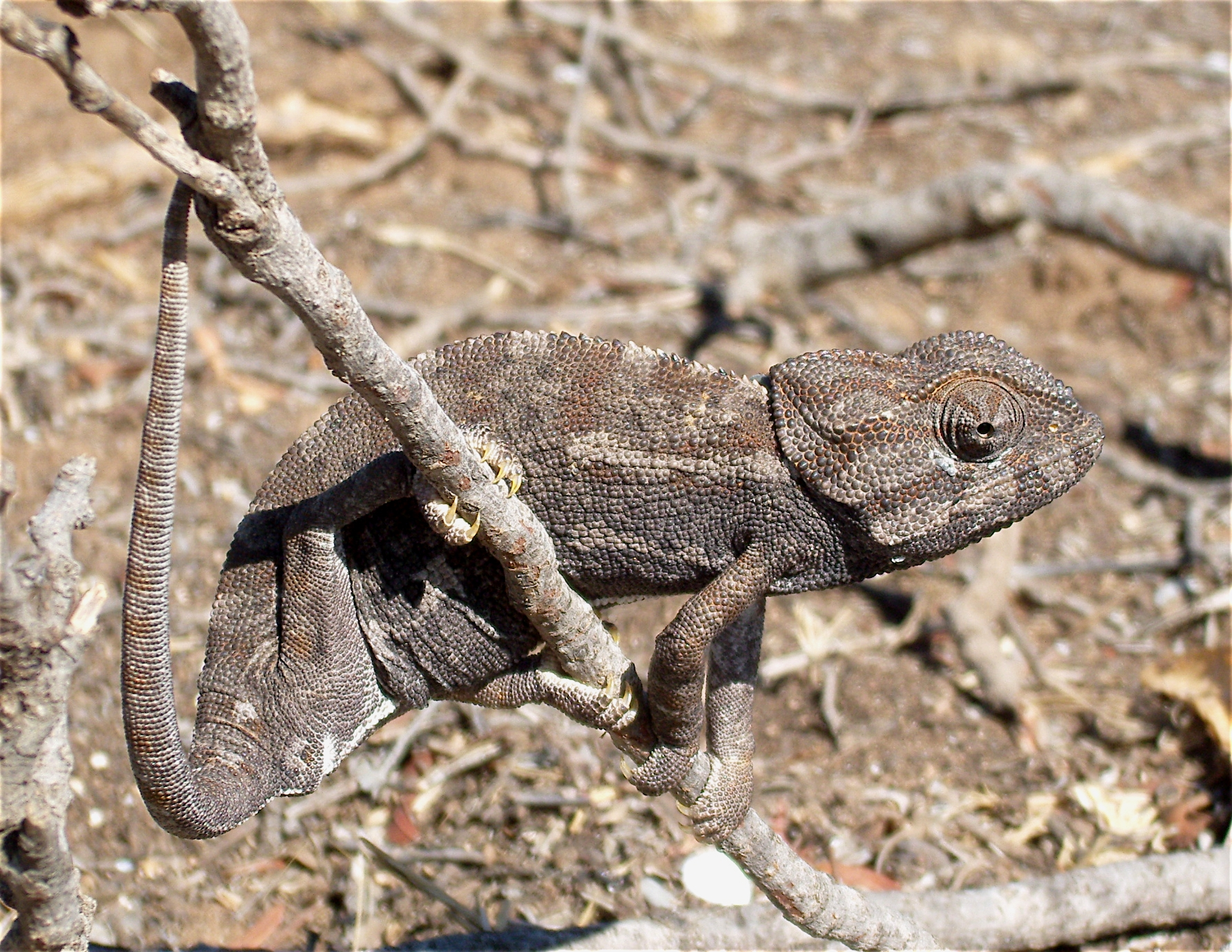
حرباء متخفية في محيطها

تستطيع بعض الحيوانات تغيير لونها بسرعة، وأحسن مثال على ذلك الحرباء التي تستطيع أن تغير لونها من أخضر إلى بني إلى لون داكن أو فاتح بغضون دقائق معدودة، وهكذا تستطيع الحرباء ان تنسجم مع أي نوع يحيط بها ساعة الخطر، ومن أفضل الأمثلة وأشدها تأثيرا كذلك الأخطبوط الذي يستطيع تغيير لونه من أصفر باهت إلى أحمر غامق بمدة ثوان معدودة إذا أخافه شيء ما، ثم يطلق سحابة من الحبر الأسود ويعود إلى لونه الطبيعي في ثوان وينطلق طلبا للنجاة.

### التغيرات الموسمية
الحيوانات التي تعيش في المناطق دون القطبية قد تغير ألوانها من البني أو الرمادي الصيفي إلى اللون الشتوي الأبيض، فهذه الأنواع قد طورت لنفسها (التلون الدفاعي)، ولكي تصبح أقل ظهورا في الثلوج فهي تفقد ألوان (التخفي الصيفية) ويصبح لونها أبيض في أشهر الشتاء، وفي المناطق القطبية تظل بعض الحيوانات بيضاء اللون على مر السنة، مثل الدب القطبي الأبيض وبومة الثلوج والحوت الدلفين الضخم.

### التنكر
كثير من الحيوانات، خصوصا الحشرات، طورت أزياء محيرة من التنكر؛ فثمة عدد كبير من الحشرات يظهر كأنه قطعة من النبات الذي يعيش عليه، بعضها يبدو كأنه أملود، بينما يبدو البعض الآخر كأنه زهور أو أوراق أشواك، وهناك أنواع مثلمة الشكل تظهر كأنها أوراق شجر قضمتها حشرة أخرى.

### الأسلحة ووسائل الدفاع

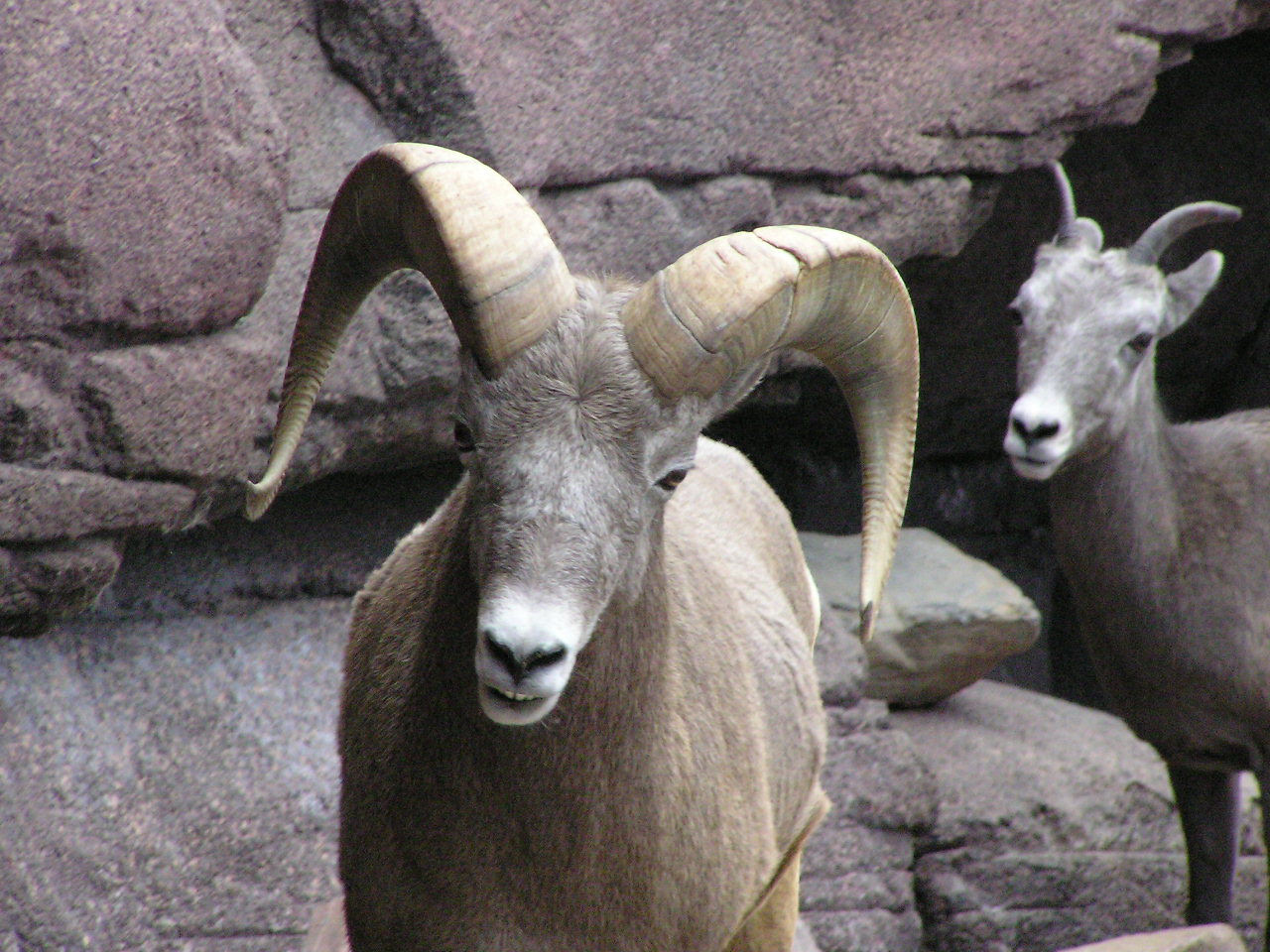
الماعز.

كثير من الحيوانات الضخمة تملك أسلحة، إما بشكل أسنان حادة أو مخالب أو قرون، والحيوانات ذات الأظلاف غالبا ما تعيش قطعانا كبيرة، ويكون عادة قائد قوي لكل قطيع، فهو كثيرا ما يحتاج إلى منازلة غيره من الفحول على قيادة القطيع، لذلك يكون عادة أقواهم، ومع أن الحيوانات ذوات القرون أو الشعب تستعملها عادة لمظاهر الرجولة وللمقارعات في مواسم التزاوج، إلا أنها تعتمد عليها في الدفاع ضد أعدائها، والحيوانات المفترسة أمثال القطط الكبيرة كالأسود والنمور والفهود والكلاب والذئاب وغيرها تستخدم أسنانها الحادة للعض.

### السلوك
أكثر طرق الدفاع شيوعا هي بالبقاء ضمن قطيع كبير، وتلجأ بعض الحيوانات إلى الهرب من الخطر إما بالسباحة أو بالعدو السريع أو بالطيران، وهناك أنواع ــ خاصة التي تمتلك ألوانا تمويهية أو أشكالا تنسجم مع بيئتها وتخفيها عن الملاحظة ــ تظل عادة قابعة مكانها دون أي حراك على أمل أن لا يراها عدوها المهاجم، وبعض الأنواع تجعل نفسها تبدو أكبر من حجمها الطبيعي لتخيف مهاجميها؛ فالضفدع الشجري ينفخ جسمه ويقف على رجليه الخلفيتين، وذلك لكي يبدو أكبر من أن يستطيع ثعبان العشب ان يبتلعه، وأنواع غيرها مثل القنافذ وكبابات الشوك ــ مثلا ــ تلتف حول نفسها فيصبح جسمها بشكل كرة محاطة بالأشواك، وهناك حيوانات تتماوت (أي تتظاهر كأنها ميتة).

## أساليب الصيد
ولكي ينجح في مقصده يجب على الحيوان المفترس أن يفاجئ فريسته على حين غرة، وقد طورت الحيوانات المفترسة أساليب عديدة للصيد، فمنها من يتصيد جماعات، مثل الذئاب والبعض الآخر يتصيد بمفرده مثل الفهد الصياد.

## المجتمعات المعيشية
الصلة المعقدة بين النبات والحيوان تسمى العلاقة البيئية. ويقرر المناخ والمحيط الطبيعي إلى حد كبير هذه العلاقة البيئية. ففي كل مجتمع يوجد ترابط معقد بين النبات والحيوانات وغير ذلك من الأجهزة. فالحيوانات والنباتات تعتمد الواحدة على الأخرى للغذاء. فالنبات يحول الطاقة الشمسية إلى نشا وسكر وتأتي الحيوانات الراعية فتأكل النبات والأعشاب، ثم تأتي الحيوانات آكلة اللحوم فتأكل الحيوانات الراعية. وبقايا الحيوانات والنباتات ومخلفاتها تبقى ملقاة على الأرض حيث تنحل وترجع إلى عناصرها البسيطة، وبالاختلاط مع المعادن وغير ذلك من أنواع الجماد، يستخدمها النبات لكي ينمو مجددا. وهذه الدورة تعرف باسم (سلسلة الغذاء). وعندما تكون الحيوانات والنباتات قسما من عمليات وسلاسل غذاء معقدة ندعوها (الاشتراك الغذائي)، وهذا بدورة يكون أساسا بناء المجتمع المعيشي.

## المنافسة
الاشتراك الغذائي مكون من نباتات وحيوانات تتنافس على مستويات مختلفة. فالنباتات تتنافس للوصول إلى مكان تحصل فيه على نور الشمس، كما تتنافس للحصول على المواد الخام كالماء والمعادن التي تحتاجها للنمو. والحيوانات آكلة الأعشاب تتنافس على النباتات والأعشاب التي ترعها وتتغذى بها، وآكلات اللحوم تتنافس على الحيوانات الأخرى التي تقتات عليها.

## البناء المجتمعي
المجتمع المعيشي مكون من مستويات مختلفة من التنظيم، وبين غالبية هذه المستويات يوجد نظام اجتماعي صارم إلى حد ما، ويحافظ على هذا النظام الصارم صراع مستمر بين أفراد كل جماعة.

### المخلوقات المنفردة
النباتات لا تعدّ عادة أنها تعيش كجماعات، إلا أنها هامة جدا في بناء المجتمعات. فبصفتها مخلوقات منفردة توفر الأشجار مأوى ومصدر غذاء لنباتات وحيوانات أخرى.
وبعض الحيوانات، مثل البزاق والأفاعي تعيش حياة منفردة كذلك.

### الجماعات العائلية

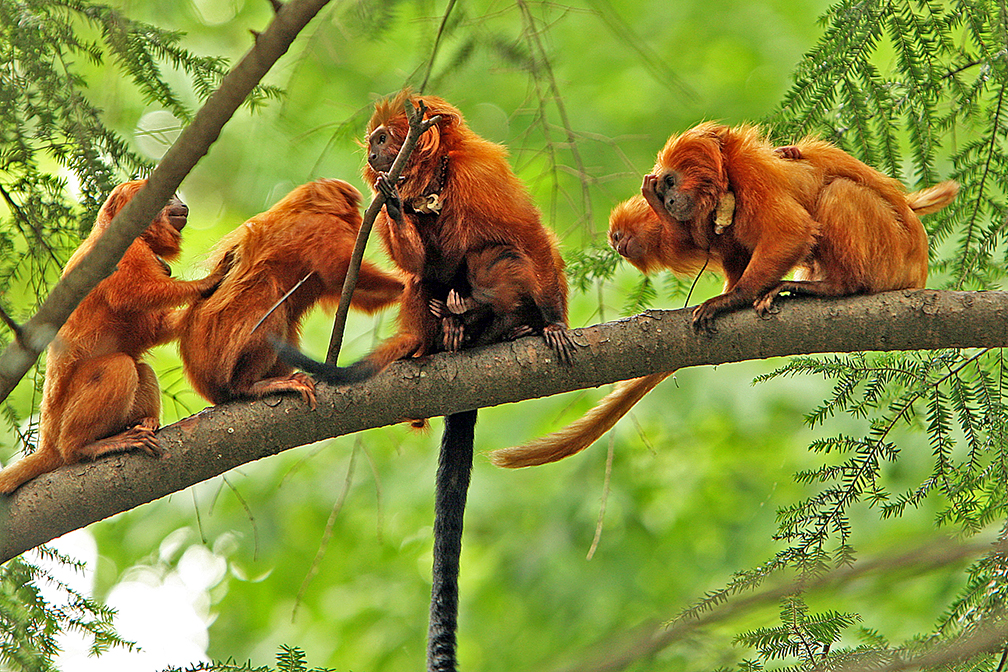
مجموعة من قردة الأسد الذهبي

كثير من الحيوانات تعيش في مجموعات عائلية. وقد تكون المجموعات صغيرة تضم الوالدين والأولاد أو مجموعات كبيرة تضم عدة إناث للتوليد، وهذه الأجناس التي تعيش مجموعات تفرق بين الذكور والإناث، والتزاوج لا يتم إلا في موسمه. وتتبع هذه المجموعات نظاما اجتماعيا صارما، فيكون هناك ذكر مسيطر وعدد من الإناث تحت تصرفه. والذكور البالغة تتنازع عادة على مركز السيطرة، وهذا يعني بالنتيجة أن أقوى الذكور هم الذين يقومون بتلقيح الإناث، لأنهم مرجحون لأن يكونوا أكثر إنتاجا للذرية. وجميع الأفراد من جنس واحد الذين يعيشون ضمن المجتمع الواحد يدعون (السكان) وكثير من الحيوانات تعيش عيشة انفرادية ولا تجتمع إلا في مواسم التزاوج.

### البقاء سوية
بعض أنواع (السكان) يعيشون معا أكثر الوقت. وأنواع عديدة من الطيور والثدييات الظلفية والسمك وجدا أن البقاء سوية والالتفاف ضمن القطيع هو وسيلة دفاع فعالة ضد الحيوانات المفترسة وهذه الجماعات أو القطعان تتحرك على الدوام وتظل في حالة تغير على أن الحيوانات المفترسة تتبعها أينما رحلت لكي تظل (سلسلة الغذاء) متواصلة. وثمة أنواع عديدة من المخلوقات طورت لنفسها أساليب مجتمعية معقدة. وبين هذه الأنواع النحل والنمل وثدييات مثل الأرانب والإنسان نفسه.

### البحث عن الزوج
جميع الكائنات الحية تتزاوج وتتوالد إذا أرادت أن تبقى على وجه الأرض. وهناك نوعان أساسيان من التوالد والتكاثر : التوالد الازواجي والتوالد الجنسي، أو التناسلي. التوالد اللانزواجي يعني ان الحيوان لا يحتاج إلى البحث عن زوج. فكثير من أجناس الخلية الواحدة تتكاثر بهذه الطريقة، فتنقسم إلى قسمين متشابهين تماما عندما تصير بالغة وهذه الطريقة في التكاثر تعني أن الحيوانات تكون جميعها متشابهة، وكل بالغ منها يستطيع أن ينتج اثنين على شاكلته يحلان محله.

### التوالد التناسلي
الأسلوب الأكثر شيوعا هو التوالد التناسلي. وهذا يتطلب خليتين تتحدان معا، إذ أن كل خلية تحتوي على نصف المواد الوراثية اللازمة لإنتاج نسل جديد. إحدى الخليتين أكبر من الأخرى ولا حاجة لها للتحرك وهي خلية البويضة أما الخلية الأخرى فأصغر بكثير، ولها ذنب طويل كالسوط وهذه هي الجرثومة المنوية. البويضة تفرزها أنثى الحيوان، والجراثيم المنوية من الذكر. وعندما تتحد البويضة والجرثومة المنوية تجتمع العناصر الوارثية خصائص من الأم والأب. بعض الحيوانات تستعمل الطريقتين أعلاه في التناسل فالمرجان وأشباهه من المخلوقات المائية تتواتر بين أطوار اللانزواجية والجنسية في دورتها الحياتية. وأثناء التطور اللانزوجي ينتج الحيوان (برعما) على جانب الكتلة المكونة، ويصبح هذا البرعم مخلوقا إضافيا. وقد تصبح هذه المخلوقات الإضافية مستعمرة قائمة بذاتها. أما في الطور التناسلي الجنسي فهي تطلق مخلوقات هلامية تحمل بويضات وجراثيم منوية تتحد في الماء وتصبح يرقانات تنمو وتتحول إلى مخلوقات جديدة. ديدان التراب والبزاق وأمثالها خنثوية، أي تحمل كل واحدة منها أعضاء تناسلية أنثوية وذكرية يمكنها أن تنتج بويضات وجراثيم منوية وأي حيوانين بالغين منهم يمكن أن تتوالد.

### المغازلة
كثير من الحيوانات تتزواج فقط في أوقات معينة من السنة حينما تجتمع وفي أحيان كثيرة تتبع الحيوانات طرقا معقدة في المغازلة. الذكور عادة تتنافس على الإناث، وكثيرا ما تكون الذكور أكبر حجما وأكثر ألوانا من الإناث، فالطاووس الذكر يجر ذنبا طويلا من الريش الملون، يفتحه بشكل مروحة جذابة عندما يريد أن يلفت نظر الأنثى، التي تكون أقل بهرجة منه. وتستعمل الحيوانات كذلك أصواتا مختلفة لإستمالة أزواجها. فالضفادع تنق والعصافير تغرد. وبعض الحيوانات تلجأ أحيانا إلى إطلاق روائح خاصة لاجتذاب أزواج فالروائح التي تطلقها بعض الحشرات تصل إلى مسافات بعيدة حيث تستنشقها الأزواج العتيدة وتسارع إلى تلبية النداء. كذلك العديد من الثدييات تصدر عنها روائح خاصة في مواسم التلقيح والتزاوج وهذه الروائح تصدر عن الذكور وعن الإناث، وتعني غالبا أن الحيوانات حاضرة للتزاوج. أكثر الحيوانات تلجأ إلى أساليب خاصة للتزاوج، مع تغيير ألوانها أو إصدار روائح خاصة، مقرونة بسلوك خاص لهذه المناسبات قد يكون هناك (مشية) أو رقصة، أو مبارزة بين ذكرين تكون فيها الإناث من حظ الفائز. وثمة أسباب عديدة للمغازلة فهي تبين أيا من الحيوانات قد بلغ أشده وأصبح مستعدا للتزاوج، كما تبين قدرته الجسدية على ذلك وأكبر فوائد المغازلة ربما كانت لتشجيع التزاوج والتناسل. ولدى العناكب وفرس النبي من الضروري جدا أن يتبع الذكر أساليب المغازلة الصحيحة، وإلا فقد تخطيء الأنثى وتظن أنه إحدى فرائسها وتأكله.

### العناية بالصغار
السبب في عناية الأهل بالصغار هو للتأكيد من أن بعض المواليد تعيش حتى تبلغ سن النضوج، ولا تكرس كل الحيوانات نفس الجهد والعناية لصغارها، إذ أن ذلك يتوقف على عوامل عديدة. فالحيوانات القصيرة العمر قد لا تكرس أي وقت لهذا الأمر، كذلك عدد المواليد قد يؤثر على مقدار العناية ونوعيتها. فالحيوانات التي تضع أعدادا كبيرة من المواليد كل سنة تصرف وقتا أقل بكثير للعناية بمواليدها.

### القليل أو الكثير
قد تترك الحيوانات بيوضها في أوقات مختلفة من التطور. فبيض العديد من حيوانات البحر والماء العذب تترك لتفقس بدون أي اهتمام أو عناية من الأهل. وقد تضع الأنثى آلاف البيوض في كل موسم تزاوج. وأكثر هذه البيوض تذهب غذاء لحيوانات تقتات بها وما يتبقى عليها أن تتنافس لكي تظل على قيد الحياة ولكن إنتاج هذه الآلاف من البيوض يؤمن وصول بعضها على الأقل إلى سن البلوغ. وكلما زاد وتحسن تطور المخلوق الجديد عند ولادته زادت إمكانيات بقائه وقدرته على بلوغ سن النضج. والحيوانات التي تنتج بعض المواليد فقط تستطيع أن تولى عناية أكبر لكل منها. فالأهل قادرون على تأمين قدر معين من الغذاء، وإذا قل عدد الصغار زادت كمية الغذاء لكل منها. والعناية الطويلة تعني عادة تقليلا في عدد المواليد ولكن إمكانية بلوغ هذه المواليد عمر النضوج تكون أكبر وأفضل. والبيئة كذلك قد تؤثر على عدد المواليد ففي المناطق الباردة حيث ظروف الحياة صعبة والغذاء غير متوفر بسهولة نجد أن الحيوانات تضع أعدادا قليلة من المواليد وغالبا ما تكتفي بواحد فقط كل موسم. فهي تحتاج إلى الكثير من العناية، إلا أنها تنمو بسرعة وفي بعض أجناس السمك يلعب الذكر دورا هاما في العناية بالبيض وحمايته. فالذكر في بعض الأنواع يبني عشا تضع فيه الأنثى بيوضها، وبعد إخصابها يتولى الذكر حمايتها، وحصان البحر الذكر يعتني بالصغار والأنثى تضع البيض في (حقيبة) خاصة بذلك لدى الزوج فيتولى هو حمل البيوض بينما تتطور. وعندما يفقس البيض تنفتح الحقيبة ويخرج الصغار سابحين. والحيوانات التي طورت أساليبها المعيشية الاجتماعية تعتني عناية كبيرة بتربية صغارها. فأنثى تمساح النيل تضع بيوضها في حفرة في رمال الشاطئ، فوق مستوى ماء النهر، فتتطور البيوض على حرارة مستقرة إلى حد ما بسبب كونها مدفونة بالرمل. وعندما توشك أن تفقس تصرخ التماسيح الصغيرة منادية من داخل البيضة وصراخها يسمعه الوالدان على بعد بضعة أمتار فتحفر الأم الرمل وتنبش البيض فيخرج الصغار منه فيحمل الولدان الصغار في شدقيهما الواسعين وينقلانهما إلى منطقة الحضانة قرب النهر وقد تظل عائلة تمساح النيل معا لحوالي سنة كاملة والطريقة التي يتصرف فيها الصغار تجعل الأهل يؤمنون الطعام والعناية.

### المستعمرات
بعض جماعات الحشرات مثل: الزنابير والنحل طورت أنظمة اجتماعية معقدة جدا. فهي تعيش في مستعمرات وكل أفراد المستعمرة يكونون عادة من نسل ملكة واحدة جبارة وزوجها. والبيوض التي تضعها الملكة تنتج عمالا غير مخصبين بعض العمال تبني العش وتنظفه والبعض الآخر تعتني بالبيوض وبالغذاء. أما الحيوانات الأكثر ضخامة، كالعديد من الثدييات مثلا فتقضي وقتا طويلا بإطعام صغارها والعناية بها كما تُعلم الصغار كيف تتدبر أمورها بنفسها. كثير من صغار الثديات تولد عمياء بدون القدرة على القيام بأي شيء فهي تعتمد على أمها لترضعها وتحميها من الأخطار. والثدييات الجرابية مثل الكنغر لها كيس أو جراب تنمو فيها الصغار حيث يقبع المولود داخل الجراب يرضع من حليب أمه ويظل لفترة معينة بعد تركه جراب أمه يلجأ إليه كلما أحس بالخطر يتهدده.

### الإسبات والدورات الحياتية
تختلف عادات الحيوانات ودوراتها الحياتية اختلافا كبيرا أحيانا، إلا أن هناك احتياجات مشتركة بين الجميع. فالحيوانات لا تستطيع أن تصنع طعامها مثل النباتات، لذلك عليها أن تبحث وتسعى وراء غذائها. ولكي تتمكن من ذلك عليها ان تنتقل وتعي ما يجري حولها لذلك فإن لديها حواس لكي ترى وتسمع وتتذوق وتشم.

### البقاء على قيد الحياة
بعض الحيوانات تقتات بالنباتات، وبعضها باللحوم، والبعض الآخر يأكل الإثنين والحيوانات التي تأكل الجيف والفضلات تسمى الحيوانات القمامة. ويمر الغذاء عبر الفم إلى مجرى الطعام حيث يطحن ويهضم وينتشر في الجسم بواسطة الدورة الدموية ويخزن الطعام في جسم الحيوان كي ينمو يقوم باحتياجاته. والقوة التي تتطلبها أسباب العيش والحركة تأتي من الغذاء، وتحرق في الجسم بواسطة الأكسجين. والأكسجين غاز موجود في الماء والهواء، يدخل إلى رئات الحيوانات بواسطة التنفس أو تأخذه الأسماك بطريق خياشيمها. وأهم عمل يقوم به الحيوان هو التوالد، وحياة كل حيوان تبلغ نهايتها ونتيجة لذلك فمن الواجب عليه أن يتوالد وإلا انقرض جنسه.

## الحيوانات ذات الخلية الواحدة
أكثر الحيوانات بساطة هي الأوليات، أو ذوات الخلية الواحدة وأحد هذه الأنواع يعيش في برك المياه ويسمى (الأميبا)، وتنتقل بين النباتات المائية بطريقة دفع قسم من جسمها الصغير ولكي تتغذى تلف جسمها حول فريستها وتخلق فراغا في الوسط يكون بمثابة معدة، فتهضم الأكل فيه وتمتصه ويتخلص الجسم من النفايات من وقت لآخر. فالأمبيا لا ترى بل تحس بما حولها وتبتعد عن النور الساطع ولكي تتكاثر فإنها تنقسم إلى قسمين والقسمان تنقسم إلى أربعة ثم ثمانية إلى آخره.

## التناسل الجنسي
في الحيوانات العليا توجد ذكور وإناث، فالذكر يفرز خلايا جرثوميه منوية تتحد مع خلايا بويضة الأنثى في أثناء عملية التزاوج وكل بويضة مخصبة تنمو وتصبح حيوانا جديدا وتغذى هذه البويضة بواسطة الأم قبل أن تخرج من جسمها. وأغلب الحشرات تبيض وكذلك الديدان والصدفيات والعناكب والأسماك الصدفية. وبين الحيوانات العليا مثل السمك والقوازب والزواحف والطيور إلا أن بعض هذه المخلوقات تحتفظ بالبيض داخل جسمها حتى يقترب ميعاد فقسها فتضعها بعد ذلك. إن أكثر الحيوانات تنمو لتصبح مشابهة لوالديها فالحشرات تمر في أطوار يرقانات قبل أن تنمو وتتغير. كذلك القوازب (البرمائيات) تمر في أطوار متعددة قبل أن تصبح ضفدعة. والحيوانات الدنيا تبيض أعدادا كبيرة لأن قليلا منها يسلم حتى يكتمل نوه. فعلى الصغار أن يتدبروا أمورهم بأنفسهم. وتستطيع الحشرة أن تضع آلاف البيض وكذلك الأسماك وفي كل كتلة بيض تضعها الضفدع هناك أكثر من 4000 بيضة. الطيور والثدييات ذوات عائلات أصغر بكثير وللتأكد من أن بعضها يكمل نموه تعطى البيوض بعض الحماية مثلا تضع أنثى الطير بيضعها في عش تبنيه لأجل صغارها وتتولى إطعام الصغار ريثما تستطيع مغادرة العش والثدييات ترضع صغارها من حليب الأم وتعتني بها مدة طويلة بعد ولادتها.

## سلوك الحيوانات
أكثر تصرفات الحيوانات تحكمها الغريزة فباستطاعة العنكبوت أن تنسج مأواها والعصفور أن يبني عشه دون أن يعلمه أحد ذلك، وطير الوقواق الصغير يستطيع أن يجد طريقه إلى أفريقيا بدون مساعدة والديه غير أن الحيوانات العليا مثل الشمبانزي فإنه بإمكانها ان تتعلم. بعض الحيوانات تسبت في الشتاء أي أنها تغرق في سبات عميق طيلة الأشهر الباردة وهي الحيوانات ذات الدم البارد التي لا تستطيع ضبط حرارة جسمها فإذا لم تغرق في اسبات تتدنى حرارة جسمها فتموت. والحيوانات ذوات الدم الحار لا تحتاج إلى الإسبات إلا أن هناك بعض الشواذ ففئران الحقل والقنافذ والدببة وبعض الخفافيش تسبت مع أنها ذات دم حار.

## الهجرة والانتقال
الهجرة هي الحركة التنقلية للحيوانات، أحيانا لمسافات بعيدة، وتقوم بها بعض الحيوانات كل سنة بانتظام. وهي رحلة إلى مكان تستطيع فيه الحيوانات أن تتوالد، وحيث يوجد غذاء يكفي للقيام بأود العائلة. ويتزامن ذلك عادة مع التغييرات في المواسم. وبعد التوالد تعود الحيوانات أدراجها إلى موطنها الأصلي بانتظار قدوم الموسم الجديد للهجرة.

### هجرة الطيور
لقد درست هذه الظاهرة بعناية ودقة فالسنونو تبني أعشاشها في أوروبا في فصل الصيف، وعند اقتراب الشتاء تصبح الفراخ قادرة على الطيران وترحل أسراب السنونو بأجمعها إلى أفريقيا حيث تبقى إلى حلول الربيع وقد تعود بعض السنونو إلى أعشاشها التي تركتها في الصيف السابق. وفي النصف الشمالي من الكرة الأرضية تسمى طيور الوقواق والمغرد والبلابل (زوار الصيف) وهناك أيضا (زوار الشتاء) أمثال البط والأوز التي تمضي فصل الصيف في المناطق القطبية حيث تبني أعشاشها. أما في النصف الجنوبي من الكرة الأرضية فالأمر مماثل إلا أنه يتم بالعكس فالطيور تتجه جنوبا لتتوالد، وترجع شمالا للاستراحة. وبعض رحلات الطيور مدهشة، وأطول مسافة سجلت لهجرة طائر هي 17600 كم وهي المسافة التي تقطعها الخرشنة القطبية إذ تهاجر جنوبا من القطب الشمالي لتقضي الصيف في القطب الجنوبي وتهاجر الطيور عادة أسرابا والسنونو تتجمع لتهاجر سوية إلى أفريقيا، والأوز يصل إلى المناطق القطبية بأعداد كبيرة وهو يطير بتشكيلة مثل الرقم 7.

### الاهتداء إلى الطريق
يعتقد الخبراء بأن الطيور المهاجرة تهتدي بواسطة الشمس في النهار والنجوم في الليل. وبعض الطيور قد تتعرض إلى إضاعة طريقها إذا ضربتها عاصفة ما. ولزيادة فهمهم للهجرة يقوم العلماء بإمساك بعض الطيور ويضعون حلقات على أرجلها ويطلقونها. وهذه الطيور التي يعاد الإمساك بها بعد عودتها تدل على الطرق التي تسلكها والمسافة التي تقطعها. وأحد هذه الطيور أطلق في أميركا وطار مسافة 4800 كم عبر الأطلسي إلى عشه على جزيرة غربي شاطئ ويلز. والدافع الطبيعي إلى الهجرة قد يتأثر بطول النهار فباقتراب الربيع تزداد قابلية الطير للأكل كي يكنز دهنا استعدادا للرحلة الطويلة. وتقوم بعض الحشرات والقوازب والأسماك برحلات أقصر وكل سنة تقوم أنواع من الفراشات بالهجرة من أوروبا إلى بريطانيا وكذلك بعض أنواع العث وثمة أنواع من الحشرات الطائرة تهاجر مرة واحدة إلى بريطانيا مثلا وهناك تضع بيوضها ثم تموت.
وبين القوازب العلجوم (ضفدع الطين) يهاجر كل سنة إلى البركة نفسها، ويقضي الصيف في المناطق البرية المحيطة بالمكان أو البساتين ثم يسبت وعند الربيع يعود مساء إلى بركته الأصلية متجاهلا وجود أية برك أخرى وقد تبلغ مسافة هجرته 2 كم.

### الهجرة في البحر
سمك السلمون يصعد من البحر إلى أعالي النهر لكي يضع بيوضه. كذلك الإنكليس العادي، ولكن بالعكس إذ أن الإنكليس يضع بيوضه في أعماق البحر من جهة القارة الأميركية، وعندما تفقس البيوض تعوم اليرقانات على سطح الماء ويدفعها التيار عبر المحيط الأطلسي إلى شواطئ أوروبا، حوالي 3200 كم وفي مطلع الصيف تشاهد أسراب من صغار الإنكليس حوالي الشواطئ الأوربية. والإنكليس يعيش في الأنهار والبرك وبعد خمس أو ست سنوات يعود إلى البحر.

### تغيرات الطقس
الثدييات البرية التي تهاجر تكون عادة هاربة من الطقس البارد أو من الجفاف. فالغزال الأحمر يقضي الصيف في الجبال وينزل إلى الوديان التي تقيه برد الشتاء. والأيل القطبي (أو الرنة) يتجه شمالا في الربيع ويرجع جنوبا في الشتاء وعلى سهول أفريقيا الشرقية تقوم قطعان هائلة من الغزلان وحمار الزرد بالاتجاه نحو مراع أفضل فتغادر السهول التي يجف فيها العشب ويقل الطعام وتندفع نحو موطيء الجبال حيث يتاح لها إيجاد ما يكفي من الغذاء.

## الاتصال والذكاء
ليس من الضروري أن نعلم الحيوان كيف يصنع أكثر الأشياء؛ فهو يولد وتولد معه القدرة على إيجاد طعامه إتقاء الخطر وهذه القدرة تدعى (الغريزة) وكثير من الحيوانات تعيش معتمدة على الغريزة فقط فجميع اللافقاريات ومجموعات عديدة من الفقاريات تعيش فقط متجاوبة مع ما حولها.

### التعلم
هناك أنواع كثيرة من الحيوانات قابلة للتعلم وأحد الأساليب الأساسية هو بطريقة الخطأ والصواب أي التجربة فإذا حاول حيوان أن يفعل شيئا ولم ينجح فلنجعله يحاول مرة أخرى. وتستطيع الحيوانات أن تتعلم إذا راقبت غيرها وقلدته كما يمكن تعليم حيوان كيف يفعل أمرا ما. فصغار الحيوانات تكتسب مهارات عديدة من والديها كما تتعلم من بعضها البعض.

### التفكيروالاستنتاج
تستطيع بعض الحيوانات أن تجد الطريقة كي تفعل شيئا ما وهذا ما ندعوه الاستنتاج والحيوانات التي لديها هذه المقدرة تعدّ حيوانات ذكية. والذكاء يختلف كثيرا بين الحيوانات فالاختيارات التي أجريت على أنواع من الإخطبوط بينت على أن باستطاعته حل بعض المسائل البسيطة فإذا شاهد الإخطبوط سرطانا داخل إناء زجاجي ذي غطاء فإنه يحاول نزع الغطاء ليصل إلى السرطان ويلتهمه. وطير النورس لا يستطيع أن يكسر أصداف المحار بمنقاره لذلك تعلم أن يحملها ويطير بها عاليا ثم يلقي بها على الصخور حيث تتحطم. وبعض الطيور والحيوانات أمثال الشمبانزي تستخدم أشياء تساعدها على التغلب على المصاعب فعصفور الدوري في جزر (غالاباغوس) يستخدم شوكة الصبير لاستخراج الحشرات من تجاويف الشجر والشمبانزي يعرف كيف يحل مسائل أكثر تعقيدا مثلا ان يضع عدة صناديق الواحد فوق الآخر كي يصل إلى قرط من الموز. الإنسان وحده له القدرة على حل مسائل عويصة مثل استنباط وصنع كمبيوتر يستعمله في حل مشاكله.

### الاتصال أو تبادل المعلومات
الاتصال هو إبلاغ معلومات ما من حيوان إلى آخر. والمعلومات قد تقتصر فقط على هوية وجنس الفرد أو الإبلاغ عن نواياه وطباعه. كل الحيوانات تقريبا لها اتصال مع أعضاء جنسها أو مع الأنواع الأخرى ولهذه الاتصالات أسباب مختلفة فأفراد المجموعة الواحدة قد يحذر أحدهم الآخر من خطر يتهددهم كما أنهم قد يتبادلون المعلومات بوجود غذاء كذلك عندما يحين موعد التزاوج.

## لغة الحيوانات
ويتم الاتصال بين الحيوانات بطريقتين، وتنقل المعلومات من حيوان إلى آخر بالطريقة التي يتصرف بها، وتسمى هذه الرسائل (رسائل نشاط) أو (رسائل تصرف) أما إذا كان الاتصال فقط لإعطاء معلومات عن المرسل دون أن يتبع ذلك أي حدث فتسمى هذه (رسائل سلبية) أو (لا سلكية).

### رسائل (لسان الحال)
مظهر الحيوان يعطي بعض المعلومات عنه شكله ولونه وقدراته وعلامات جسمه وحجمه تعرف عن الحيوان وعن المجموعة التي ينتسب إليها كما أنها قد تدل على مكانته في مجتمعه. وبين أعضاء كل مجموعة قد توجد فروقات جسدية بين الذكر والأنثى ولا تظهر هذه الفروق إلا عندما يصبح الحيوان بالغا أو كامل النمو جنسيا. ولكثير من الحيوانات رائحة خاصة تنتجها غدد خاصة للرائحة تفرز سائلا وتستعمل هذه الإفرازات لتحديد مناطقها أو أحدها الآخر. وقد تختلف هذه الروائح بين أعضاء المجموعة الواحدة. وفي غضون موسم التزاوج قد تستخدم الحيوانات هذه الروائح لاجتذاب واستثارة الزوج العتيد.

### الرسائل التصرفية
هذه الرسائل أكثر تعقيدا من سابقاتها فكل عمل يقوم به الحيوان يعطي شيئا من المعلومات عن نفسه، وأكثر هذه الرسائل التصرفية قد توضح كيف يشعر الحيوان أو انه قد يفعل شيئا ما. والغاية منها إما كإشارة أو للمظهر فقط. وفي جميع أنواع الاتصالات يجب إيصال المعلومات ثم فهمها وتفسير المعلومات يتطلب استعمال حاسة أو بضعة حواس ويستطيع الحيوان أن يستخدم أكثر أعضاء جسمه في عملية الاتصال ولكثير من الفقاريات الرأس هو أهم عضو في الاتصال واستعمال حركات الوجه يبين حقيقة الشعور خصوصا لدى الثدييات وهذا يمكنهم من التفريق بين ما يشعر به الآخرون حتى لو كانوا من فصيلة أخرى. والمقدرة على إخراج أصوات هي إحدى أهم وسائل الاتصال فهي تتيح للحيوانات أن يرسلوا معلومات إلى الآخر حتى ولو لم يستطيعوا رؤيته.

## الصفات المميزة بها
يقسم أرسطو عالم الأحياء إلى حيوانات ونباتات، اتبع كارولاس لينيوس هذا التقسيم في أول تصنيف هيكلي متسلسل. منذ ذلك الحين يؤكد البيولوجيون على العلاقات التطورية، هذا ما أدى لتحديد مميزات كل مجموعة وحصرها. مثلا، الأوليات المجهرية اعتبرت في البداية حيوانات لأنها تتحرك لكنها الآن تعامل على أنها مجموعة منفصلة.
تتميز مملكة الحيوانات بعدة خاصيات تميزها عن باقي الكائنات الحية. فالحيوانات كائنات متعددة الخلايا وحقيقية النوى، مما يميزها عن الجراثيم ومعظم الطلائعيات. الحيوانات كائنات غيرية التغذية، تقوم بهضم الغذاء عادة في جوف داخلي internal chamber، مما يميزها عن النباتات، والأشنيات (الطحالب)، والفطور فقدانها للجدران الخلوية.

## البنية
باستثناء الإسفنجيات (شعبة البوريفيرا Phylum Porifera)، يكون للحيوانات عادة أجسام متمايزة إلى أنسجة منفصلة. تتضمن هذه النسج العضلات، القادرة على التقلص والتحكم بالوظيفة الحركية، وجهاز عصبي، يرسل ويستقبل الإشارات العصبية لتنسيق حركات ووظائف الجسم، وجوف هضمي داخلي مزود بفتحة أو فتحتين. الحيوانات التي تتمتع بهذا النوع من التنظيم ندعوها بعديات metazoans، أو بعدانيات حقيقية eumetazoans إذا استخدمنا المصطلح السابق للحيوانات عامة.
خلايا حقيقية النوى، محاطة بمادة بين خلوية أو مادة خلالية (بالإنجليزية: matrix) مؤلفة من كولاجين وغليكوبروتينات مرنة. يمكن لهذا النسيج البينخلوي أن يتكلس ليشكل صدفات، عظام.

## التفاهم عند الحيوان

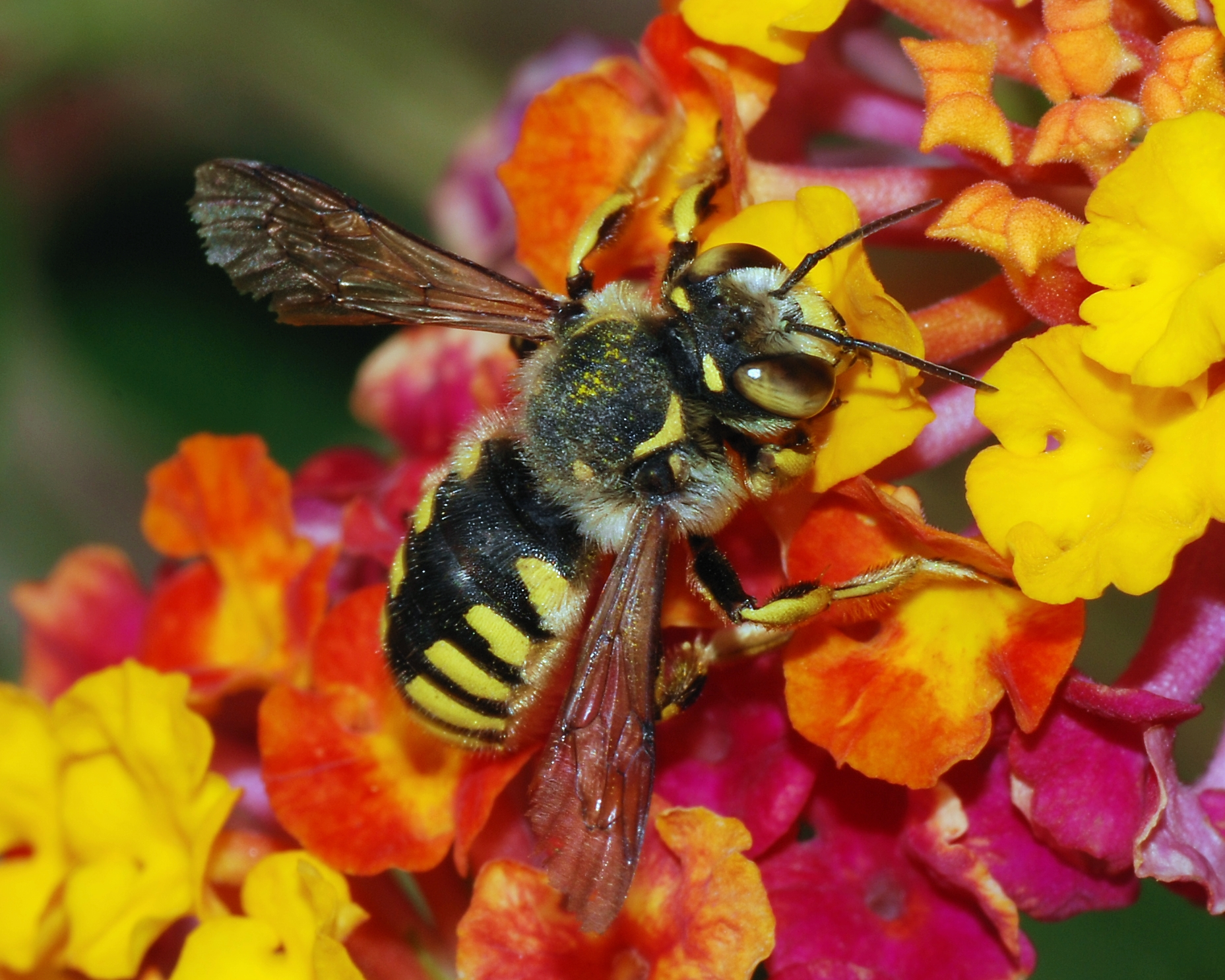
نحلة من نوع Anthidium florentinum تتغذى على زهرة لانتانا مقوسة

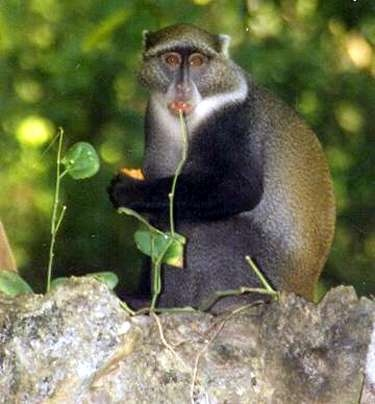
غينون أبيض العنق.

عندما تعثر نحلة على مصدر وفير للرحيق عادت إلى خليتها، وتقوم بالرقص أمام زميلاتها رقصة ذات مغزى تبين منها اتجاه الحقل الذي عثرت عليه فيتبعوها إليه.
وقد بينت المشاهدة أن تغريد العصافير وأنواع الطيور الأخرى تحمل معاني معينة لتنبيه أفراد فصيتلها من عدو قادم. ولوحظ تكرار الصياح بأنظمة مختلفة في المناسبات المختلفة. ويقول العالمين شيني  و زيفرت الأمريكيين أن النسناس يزاول التفاهم مع أفراد نوعه. فهو عندما يكون على شجرة ويرى نمرا قادما يقوم على الفور بإصدار أصوات تحذير لأبناء فصيلته الموجودين على الأرض فيهرعوا ويعتلوا الأشجار. وتختلف أصوات التحذير باختلاف العدو فيردد النسناس أصواتاً أخرى إذا كان الخطر قادماً من أعلى ممثلاً في نسر يحوم حول المكان. بل تبين أيضاً أن أصوات التحذير تختلف بنوع الخطر، فهو يختلف إذا كان العدو القادم ذئبا أو ثعبانا وغيرها. ومن العجيب أن نوعاً من القرود يصمت صمتا تاماً إذا تواجد منافس له غريب على الأرض بالرغم من رؤياه نمرا قادما. أما في حالة وجود أفراد من فصيلته فيكون التحذير متكررا وبشدة. وعندما تقترب من فصيلة القرود فصيلة أخرى معادية، فلا يلبثوا أن يـُصدروا أصوات رعب يصدرونها عادة عند اقتراب فهد أو نمر، فتفزع فصيلة القرود المعادية فيلموا الفرار.

## قائمة الحيوانات حسب القوة
قد اعتمد التصنيف على عدد الحيوانات التي يمكنه قتلها من جهة وعلى الذكاء السرعة الحجم.
وهذه القائمة للحيوانات كافة ما عدا البحرية منها.
| الترتيب | الحيوان        | العلامة |
| ------- | -------------- | ------- |
| 1       | الأسد          | 94.9    |
| 2       | الببر          | 94.83   |
| 3       | الفيل          | 93.78   |
| 4       | وحيد القرن     | 93.19   |
| 5       | اليغور         | 92.25   |
| 6       | الزرافة        | 91.9    |
| 7       | النمر الأرقط   | 90.88   |
| 8       | الأناكوندا     | 88.58   |
| 9       | فرس النهر      | 87      |
| 10      | الأفعى العاصرة | 86.33   |
| 11      | الجاموس        | 84.89   |
| 12      | الكوبرا        | 84.14   |
| 13      | الدب القطبي    | 81.64   |
| 14      | الدب الرمادي   | 81.59   |
| 15      | الدب البني     | 80.01   |

## وصلات خارجية
- http://www.nature.com/nature/journal/v530/n7588/full/nature16520.html
- http://www.pnas.org/content/112/50/15402
- http://www.sciencemag.org/content/342/6164/1242592
- http://www.biodiversitylibrary.org/bibliography/542
- http://www.nature.com/ngeo/journal/v3/n9/full/ngeo934.html
- http://www.ncbi.nlm.nih.gov/pmc/articles/PMC1885248